# Jimena di Pamplona
Jimena Garcés Jimena anche in spagnolo, in galiziano, in aragonese, in asturiano e in portoghese, Ximena in catalano e in basco (metà secolo IX – dopo il 912) fu principessa reale di Navarra e regina consorte delle Asturie vissuta tra il IX e il X secolo.

## Origine
Jimena, anche se il Codice di Roda non la elenca tra i figli di García I, secondo la Historia del Real Monasterio de Sahagúnera figlia del re di Pamplona, García I Íñiguez, e della prima moglie, Urraca, che secondo alcune fonti, tra cui lo storico Jaime de Salazar y Acha, era la figlia di Musà ibn Musà ibn Fortún, il capofamiglia dei Banu Qasi. Ma secondo altre fonti era di stirpe reale: Rodrigo Ximénez de Rada, vescovo di Toledo e storico, scrisse che García sposò "Urracam, de Regio semine".
Lo storico genealogista basco, Jean de Jaurgain (1842–1920), nel suo la Vasconie interpretò la frase (Urracam, de Regio semine), nel senso che anche Urraca discendeva dalla stirpe ducale di Guascogna ed era figlia di Sancho II.

García I Íñiguez era figlio del re di Pamplona Íñigo I Íñiguez, primo re della dinastia degli Íñiguez, come riporta il Codice di Roda, che non nomina la madre, che come riportato nel Libro de Regla del Monastero di Leire (non consultato) era Onneca Velásquez, figlia di Velasco, nobile di Pamplona che il Diccionario de antigüedades del reino de Navarra la cita col nome di Eximina.

Stemma delle Asturie

## Biografia
Jimena appartenne alla dinastia degli Iñiguez, che governò sui territori corrispondenti alla regione della Navarra dall'824, ossia quando suo nonno Íñigo I Íñiguez Arista ereditò la corona.
Nell'869, secondo la Historia silense, Jimena venne data in sposa al re Alfonso III delle Asturie, ultimo re delle Asturie, che controllava anche la Galizia e il León, che governò dall'866 al 910. Alfonso III e Jimena erano cugini di primo grado.
Tra l'883 ed l'893 Jimena, assieme al marito, Alfonso III, fece alcune donazioni alla chiesa di Santiago di Compostela, come riportato nelle Apendices della HISTORIA de la IGLESIA DE SANTIAGO DE COMPOSTELA, TOMO II:
- documento n° XV[10]
- documento n° XIX[11]
- documento n° XXI[12].

Poi fece un'altra donazione sempre col marito alla chiesa di Santiago, nell'899, come riportano le Apendices della España Sagrada, Volume 19.
Jimena ed il marito, Alfonso III, fu devoto anche al Real Monasterio de Sahagún, a cui fecero donazioni, come riporta la Historia del Real Monasterio de Sahagún.
Nell'ultimo anno di regno del marito, il figlio García, che aveva sposato Muniadomna (o Nuña), figlia del conte di Castiglia, Nuño Fernández (l'ispiratore della rivolta), si ribellò al padre.

Secondo l'arcivescovo di Toledo, Rodrigo Jiménez de Rada, nel suo Historia De Los Hechos De España, Alfonso III catturò Garcia e lo incarcerò a Gozón. Nuño fomentò una rivolta con l'appoggio della regina Jimena, e di altri due figli di Alfonso, Ordono e Fruela, come riporta la Historia Silense.

Per evitare la guerra civile, Alfonso III si ritirò, con Jimena, a Zamora, dove morì il 20 dicembre 910, dopo aver liberato García, e diviso il regno tra i suoi tre figli maggiori:
- a Garcia il figlio maggiore andò il León;
- a Ordoño, il secondogenito andò la Galizia;
- a Fruela, terzogenito andarono le Asturie.

Alfonso fu tumulato ad Astorga ed in un secondo tempo, fu traslato ad Oviedo, come riportano sia la Crónica Najerense, che la Historia Silense.
Jimena morì circa due anni dopo, nel 912, tumulata ad Astorga ed in un secondo tempo, fu traslato ad Oviedo.

## Figli
Jimena diede al marito nove (sei maschi e tre femmine) figli:
- García I (871-914), re di León dal 910 al 914, citato nel Chronicon de Sampiri[20];
- Ordono II (873-924), re di Galizia dal 910 al 924 e di León dal 914 al 924, citato nel Chronicon de Sampiri[20];
- Fruela II (875-925), re delle Asturie dal 910 al 925 e di León e di Galizia dal 924 al 925, citato nel Chronicon de Sampiri[20];
- Bermudo (?-890)[21];
- Ramiro (?-929), come riporta la Historia del Real Monasterio de Sahagún[2], che nel 910, venne proclamato re, ma senza terre.
- Gonzalo (?-920), arcidiacono ad Oviedo, citato nel Chronicon de Sampiri[20];
- Tre figlie femmine di cui non si conoscono i nomi[18].

## Ascendenza
|                    |   |                  | Genitori            |  |  | Nonni                  |  |  | Bisnonni             |  |
|                    |   |                  |                     |  |  | Íñigo I Íñiguez Arista |  |  | Íñigo Jiménez Arista |  |
|                    |   |                  |                     |  |  | Íñigo I Íñiguez Arista |  |  | Íñigo Jiménez Arista |  |
|                    |   | Oneca            |                     |  |  | Íñigo I Íñiguez Arista |  |  |                      |  |
| García I Íñiguez   |   |                  |                     |  |  | Íñigo I Íñiguez Arista |  |  |                      |  |
|                    |   | Onneca Velásquez | Velasco di Pamplona |  |  |                        |  |  |                      |  |
|                    |   | Onneca Velásquez | Velasco di Pamplona |  |  |                        |  |  |                      |  |
|                    |   | Onneca Velásquez | …                   |  |  |                        |  |  |                      |  |
| Jimena di Pamplona |   | Onneca Velásquez |                     |  |  |                        |  |  |                      |  |
|                    | … | …                |                     |  |  |                        |  |  |                      |  |
|                    | … | …                |                     |  |  |                        |  |  |                      |  |
|                    | … | …                |                     |  |  |                        |  |  |                      |  |
| Urraca             | … |                  |                     |  |  |                        |  |  |                      |  |
|                    |   | …                | …                   |  |  |                        |  |  |                      |  |
|                    |   | …                | …                   |  |  |                        |  |  |                      |  |
|                    |   | …                | …                   |  |  |                        |  |  |                      |  |
|                    |   | …                |                     |  |  |                        |  |  |                      |  |

### Fonti primarie
- (LA)  Textos navarros del Códice de Roda Archiviato il 31 gennaio 2021 in Internet Archive..
- (LA)  Historia silense
- (LA)  Historia de la Santa A. M. Iglesia de Santiago de Compostela, Tomo II
- (LA)  http://www.anubar.com/coltm/pdf/TM%2015%20Cronica%20[collegamento interrotto]
- (LA)  España sagrada. Volumen 19
- (LA)  España sagrada. Volumen 14
- (LA)  España sagrada. Volumen 16

### Letteratura storiografica
- (ES)  Historia del Real Monasterio de Sahagún
- (ES)  (LA)  #ES Diccionario de antigüedades del reino de Navarra
- (FR)  #ES La Vasconie.
- (ES)  #ES Historia De Los Hechos De España.